# Postakut utsättningssyndrom
Postakut utsättningssyndrom eller postakut abstinenssyndrom (PAA) (engelska: Post-acute withdrawal syndrome, ofta förkortat PAWS) är en samling symptom som kan drabba den som sätter ut eller trappar ner psykofarmaka såsom bensodiazepiner eller antidepressiv medicin, så kallade SSRI.
I motsats till akut utsättningssyndrom som försvinner kort tid efter avslutad medicinsk behandling, varar postakut utsättningssyndrom en längre tid, ibland så länge som månader eller år.
Att använda eller trappa ut, eller tvärt avsluta, medicinering av psykofarmaka kan orsaka symptom som påminner om psykiatriska sjukdomar. Symptomen kan uppkomma både när man tar förskriven dos och under nedtrappning. Symptomen misstas ofta felaktigen för återfall vilket inte sällan leder till att medicineringen återupptas.

## Symptom
Typiska symptom är oförmåga att tänka klart, känslomässiga överreaktioner, minesstörningar, sömnrubbningar och problem med stresshantering. Andra vanliga symptom är mage-tarm-störningar, huvudvärk, ångest, humörsvängningar, nedstämdhet, depression, trötthet, irritabilitet, kroppsliga smärtor, utmattning och initiativlöshet.
Dessa symptom kan leda till oförmåga att hantera vardagsproblem, vilket i sin tur kan ge minskat självförtroende. Patienten kan känna sig oduglig och som att den inte är som "man ska vara". Postakut utsättningssyndrom kan leda till att tillfrisknandet försvåras eftersom man tappar tilltron till sin egen förmåga.
Symptomen kan triggas av stress och kan dyka upp utan synbar anledning. Orsaken till syndromet beror på att centrala nervsystemet har påverkats av den antidepressiva medicinen som patienten använt. Hjärnan har anpassat sig till substansen och behöver tid innan den kan börja fungera utan substansen igen.
Tillståndet upplevs ofta som väldigt svårt och skrämmande för patienten och det är viktigt att påminna om att det är normalt förekommande efter en längre tids behandling.